# Larnagol
Larnagol é uma comuna francesa na região administrativa de Occitânia, no departamento de Lot. Estende-se por uma área de 24,36 km². Em 2010 a comuna tinha 140 habitantes (densidade: 5,7 hab./km²).